# Kwaku Boateng
Kwaku Boateng, född 30 juni 1974, är en friidrottare från Kanada. Han deltog vid olympiska sommarspelen 2000.